# Barbaramonument
Het Barbaramonument is een gedenkmonument in Geleen in de Zuid-Limburgse gemeente Sittard-Geleen. Het monument staat in een plantsoen aan de Mijnweg in de wijk Lutterade ten westen van de spoorlijn Maastricht - Venlo aan de noordoostrand van Chemelot. Tegenover het monument staat het Loongebouw en bevond zich de hoofdingang van de Staatsmijn Maurits.
Op ongeveer 175 meter naar het oosten staat het Mozaïekmonument Mijn Maurits en op ongeveer 100 meter naar het zuiden het Mijnmonument.
Het monument is een gemeentelijk monument.
Een vrijwel identiek beeld van de hand van dezelfde kunstenaar staat voor de Onze-Lieve-Vrouw Geboortekerk in Blitterswijck.

## Geschiedenis
Vanaf 1915 werd er in Geleen-Lutterade steenkool ontgonnen in de steenkolenmijn Staatsmijn Maurits.
In 1949 werd door het personeel van de Staatsmijn Maurits een comité gevormd met als doel een beeld op te richten. Op 19 t/m 21 augustus 1950 werd er in het Steinerbos een evenement georganiseerd waar men de benodigde fondsen verwierf. Het Barbaramonument kostte 11.600 gulden. De parochie Onze-Lieve-Vrouw van Altijddurende Bijstand verkreeg het stuk grond waarop het beeld geplaatst kon worden voor 1,50 gulden.
Op 8 juli 1951 werd het Barbaramonument onthuld en werd gewijd aan de heilige Barbara van Nicomedië, de patroonheilige van de mijnwerkers. Het object was ontworpen door beeldhouwer Wim van Hoorn.
In 2008 werd het monument aangewezen als gemeentelijk monument.
Op 6 december 2015 werd het uitgebreide monument onthuld dat uitgebreid was met twee stenen plaquettes die aan de voet voor het beeld werden geplaatst. Op de plaquettes staat de namen van alle 239 verongelukte mijnwerkers die in de periode 1923-1967 in de Staatsmijn Maurits omgekomen zijn.

## Constructie
Het monument is vormgegeven in beton, mergel en zandsteen en bestaat uit een 70 centimeter hoog basement van 8,2 meter breed, met hierop centraal een voetstuk en daarop het in ruwe steen uitgehouwen grote Barbarabeeld. Het beeld heeft een hoogte van 2,5 meter en toont de heilige in een niet-traditionele stijl als strak gestileerde krachtige vrouw. In het beeld waren veel details weggelaten, zoals een globaal weergegeven gezicht en slechts enkele plooien in de kleding, en niet-realistische lichaamsverhoudingen. Het beeld toont de heilige terwijl ze in haar linkerhand een toren vasthoudt en met haar rechterhand tegen gevaar een beschermend gebaar maakt. Op het basement zijn de koppen van vuurspuwende draken aangebracht.
De tekst op de 2015 aangebrachte plaquettes luidt:

Toen de Staatsmijn Maurits in bedrijf was
in de periode 1923-1967 zijn deze mensen
ons op noodlottige wijze ontvallen.
Zij blijven in onze gedachten.